# Liste der Pfarren im Dekanat Telfs
Das Dekanat Telfs ist ein Dekanat der römisch-katholischen Diözese Innsbruck.

## Pfarren mit Kirchengebäuden
| Pfarre                   | Seelsorgeraum                                               | Patrozinium                 | Kirchengebäude | Bild |
| Flaurling                | Westliche Salzstraße (Flaurling – Oberhofen – Pfaffenhofen) | Hl. Margareta von Antiochia | Pfarrkirche Flaurling                                                                                                   |      |
| Hatting                  | Inzing – Hatting - Polling                                  | Hl. Ägidius                 | Pfarrkirche Hatting |      |
| Inzing                   | Inzing – Hatting - Polling                                  | Hl. Petrus                  | Pfarrkirche Inzing |      |
| Pettnau                  | Zirl – Pettnau                                              | Hl. Georg                   | Pfarrkirche Leiblfing in Tirol Filialkirche Oberpettnau                                                                 |      |
| Oberhofen im Inntal      | Westliche Salzstraße (Flaurling – Oberhofen – Pfaffenhofen) | Hl. Nikolaus                | Pfarrkirche Oberhofen im Inntal                                                                                         |      |
| Oberleutasch             |                                                             |                             | Pfarrkirche Oberleutasch                                                                                                |      |
| Pfaffenhofen             | Westliche Salzstraße (Flaurling – Oberhofen – Pfaffenhofen) | Mariä Himmelfahrt           | Pfarrkirche Pfaffenhofen                                                                                                |      |
| Polling in Tirol         | Inzing – Hatting - Polling                                  | Hl. Rochus                  | Kaplaneikirche Polling in Tirol                                                                                         |      |
| Reith bei Seefeld        |                                                             |                             | Pfarrkirche Reith bei Seefeld                                                                                           |      |
| Rietz                    |                                                             |                             | Pfarrkirche Rietz Antoniuskirche in Rietz, Kreuzkirche                                                                  |      |
| Scharnitz                |                                                             |                             | Pfarrkirche Scharnitz                                                                                                   |      |
| Seefeld in Tirol         |                                                             |                             | Pfarr- und Wallfahrtskirche Seefeld in Tirol Filial- und Ortskirche Mösern, Seekirche in Seefeld                        |      |
| Telfs-St. Georgen        | Telfs (St. Peter und Paul – St. Georgen – Hl. Geist)        | Auferstehung Jesu Christi   | Pfarrkirche Telfs-St. Georgen                                                                                           |      |
| Telfs-St. Peter und Paul | Telfs (St. Peter und Paul – St. Georgen – Hl. Geist)        | Hll. Peter und Paul         | Dekanatspfarrkirche Telfs                                                                                               |      |
| Telfs-Schlichtling       | Telfs (St. Peter und Paul – St. Georgen – Hl. Geist)        | Heiliger Geist              | Pfarrkirche Telfs-Schlichtling                                                                                          |      |
| Unterleutasch            |                                                             | Hl. Johannes der Täufer     | Pfarrkirche Unterleutasch                                                                                               |      |
| Zirl                     | Zirl – Pettnau                                              | Heiliges Kreuz              | Pfarrkirche Zirl Kalvarienbergkirche Zirl, Ortskapelle Eigenhofen hl. Pankratius, Kapelle im Landeskrankenhaus Hochzirl |      |

## Dekanat Telfs
Das Dekanat umfasst 16 Pfarren, zwei Kaplaneien und eine Seelsorgestelle.

## Dekane
- 1970–2009 Franz Saurer[1]
- seit 2009 Peter Scheiring